# Краповикас, Антонио
Антонио Краповикас (исп. Antonio Krapovickas, 8 октября 1921 — 17 августа 2015) — аргентинский ботаник-флорист, физиолог растений, один из первых цитосистематиков растений.

## Биография
Родился в Буэнос-Айресе 8 октября 1921 года. В 1945 году в «Аргентинском агрономическом журнале» была напечатана его первая статья по ботанике, в которой рассматривалась таксономия растений семейства Мальвовые. В 1949 году вышла работа Краповикаса, в которой он на основании строения клеток разграничивал виды рода Sphaeralcea.
Работал в Институте ботаники, в 1949 году был переведён на Сельскохозяйственную станцию Манфреди близ Кордовы, где начал заниматься исследованиями происхождения культурного арахиса.
С 1949 года Антонио Краповикас был профессором генетики в Национальном университете Кордовы.
В 1954 году Краповикас стал обладателем стипендии Гуггенхайма, изучил множество образцов арахиса в различных гербариях США. По возвращении из США работал в Институте имени Мигеля Лильо в Тукумане. С 1964 года заведовал кафедрой генетики Национального северо-восточного университета. В 1999 году он стал экстраординарным профессором.
В 1967—1969 и 1972—1974 годах Краповикас был президентом Аргентинского ботанического общества, в 1983—1985 годах — Аргентинского генетического общества.
В 1997 году Краповикас был удостоен премии имени А. Буркарта Национальной академии точных, физических и естественных наук, а также членом-корреспондентом Аргентинской академии наук. В 2012 году он стал доктором honoris causa Национального университета Росарио. Член-корреспондент Ботанического общества Америки.
Скончался 17 августа 2015 года в возрасте 93 лет.

## Некоторые научные работы
- Krapovickas, A. Las especies de Sphaeralcea de Argentina y Uruguay // Lilloa. — 1949. — Vol. 17. — P. 179—222.
- Krapovickas, A. Flora del Valle de Lerma, Malvaceae Juss.. — Salta, 2008. — 107 p. — (Aportes botánicos de Salta).

## Растения, названные именем А. Краповикаса
- Akrosida Fryxell & Fuertes, 1992
- Krapovickasia Fryxell, 1978
- Aloysia krapovickasii Moldenke, 1981
- Anredera krapovickasii (Villa) Sperling, 1996
- Arachis krapovickasii C.E.Simpson, D.E.Williams, Valls & I.G.Vargas, 2005
- Ayenia krapovickasii Cristóbal, 1960
- Eugenia krapovickasiana Mattos, 2009
- Euploca krapovickasii J.I.M.Melo & Semir, 2009
- Helicteres krapovickasii Cristóbal, 2001
- Heteropterys krapovickasii W.R.Anderson, 1982
- Pappophorum krapovickasii Roseng., 1985
- Pavonia krapovickasii Fryxell, 1999
- Senecio krapovickasii Cabrera, 1950
- Turnera krapovickasii Arbo, 1985
- Wissadula krapovickasiana Bovini, 2010